# Södertälje hamns vattentorn
Södertälje hamns vattentorn är ett före detta vattentorn nära hamnen i Södertälje och järnvägsstationen Södertälje hamn i Södertälje i Södermanland och Stockholms län. Byggnaden är sedan 1986 ett lagskyddat byggnadsminne. Tornet är lätt synligt intill motorvägspåfarten från E20 till E4.

## Byggnadsbeskrivning
Tornet uppfördes ungefär samtidigt med stationsbyggnaden för dåvarande Södertälje södra station. Båda byggnader ritades av SJ:s chefsarkitekt Folke Zettervall och stod färdiga omkring 1920. Vattentornet gavs en stram och enkel utformning. Det uppfördes med samma typ av tegel som stationshuset och avslutades upptill av en åttkantig huv som vilar på en takgesims. Tornets kompakta muryta genombryts endast på ett fåtal ställen av små fönstergluggar och en dörr med bågformad överdel. Tornets överdel markerades av åtta runda fönster på var sida under takgesimsen. Till stationsbebyggelsen hörde ursprungligen, utöver stationshuset och vattentornet, även sex bostadshus, en smedja samt en verkstadsbyggnad.

### Bilder

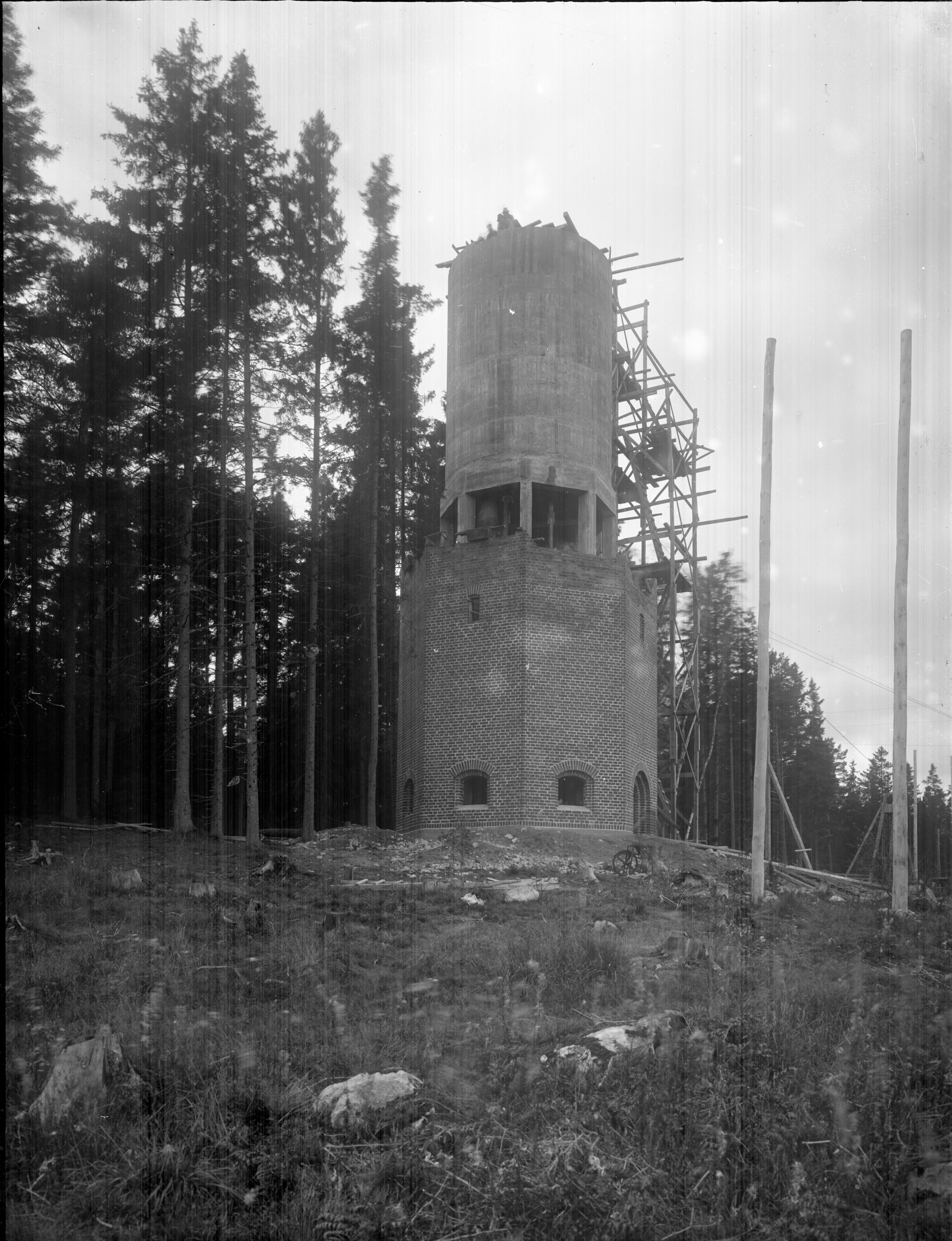
Tornet under uppförande 1919
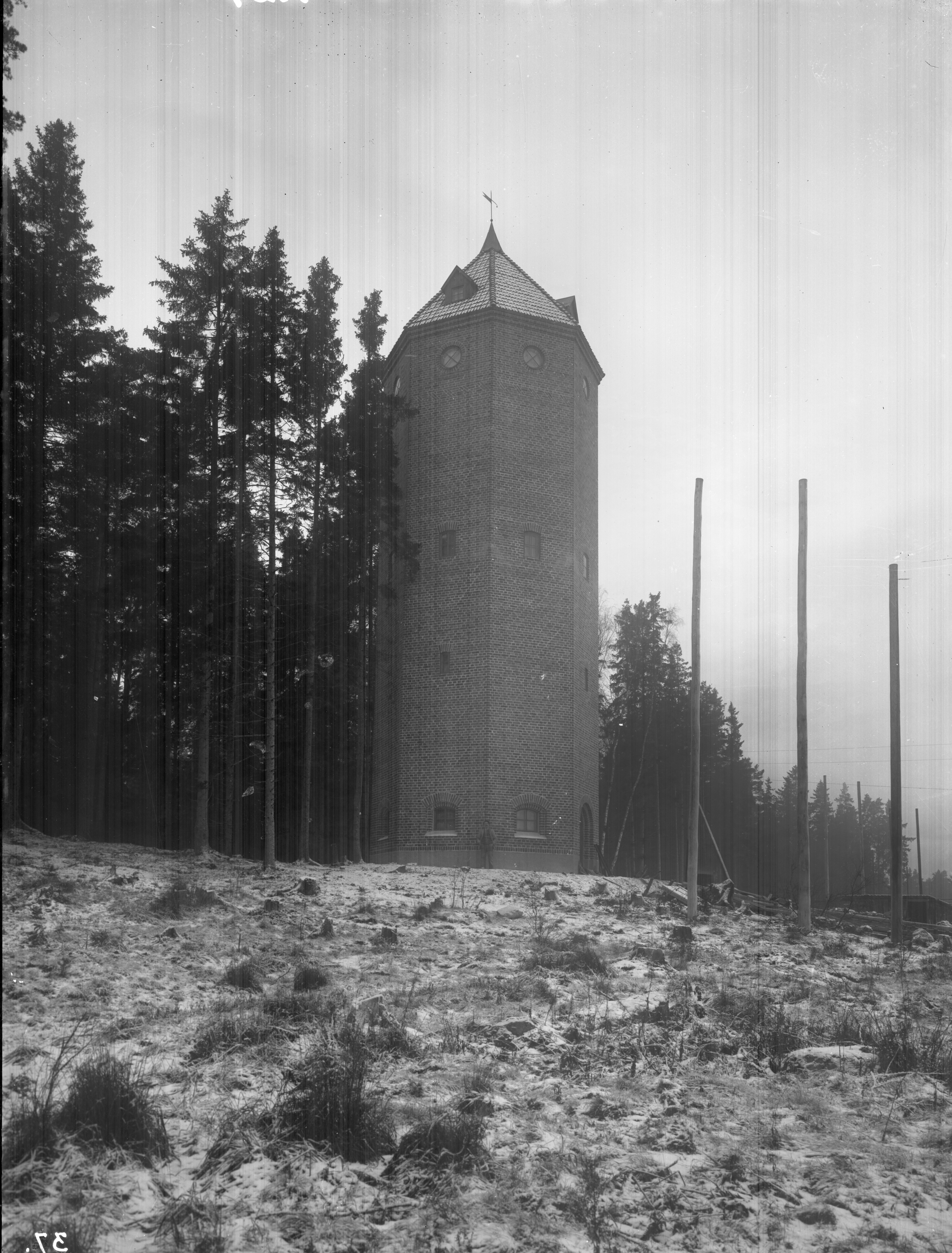
Tornet efter färdigställande 1919